# Bräunlingen
Bräunlingen là một thị trấn thuộc huyện Schwarzwald-Baar, bang Baden-Württemberg, Đức. Nơi đây nằm bên bờ sông Breg, cách Donaueschingen 4 km về phía tây nam.